# Homero Gómez González
Cet article concerne le militant écologique mexicain. Pour le noble espagnol du Moyen Âge, voir Gómez González.
Homero Gómez González, né en 1969 ou 1970 et mort en janvier 2020, est un militant écologiste mexicain, également administrateur du sanctuaire pour papillons el Rosario situé dans la réserve de biosphère du papillon monarque, dans l'État du Michoacán.

## Biographie
Ancien bûcheron devenu administrateur du sanctuaire el Rosario, une des composantes de la réserve de biosphère du papillon monarque, Homero Gómez González est un ardent défenseur du Monarque réputé localement et par-delà les frontières pour son combat contre l'exploitation forestière illégale et l’extension des plantations d'avocatiers environnantes, destructrices de l'habitat des Monarques mais rares sources d'emploi dans la région. Il parvient à associer les paysans locaux à son combat pour la biodiversité, grâce aux emplois permis par le tourisme que le sanctuaire génère, permettant le reboisement de certaines zones,.
Porté disparu le 13 janvier 2020, Homero Gómez González est retrouvé mort dans un réservoir d'eau le 29 janvier, à Ocampo (État du Michoacán),,. Le décès d'Homero Gómez González intervient dans un contexte violent marqué par les menaces, enlèvements et assassinats dont sont victimes défenseurs de l'environnement et militants des droits humains mexicains et alors que des groupes criminels exploitent illégalement du bois dans la région,,. Un assassinat est fortement suspecté : le bureau du procureur fait état d'un traumatisme crânien antérieur à la noyade et un guide de la réserve, Raúl Hernández Romero, est retrouvé mort le 1er février, victime d'un meurtre, bien que les autorités n'établissent pas de lien entre les deux morts,,.

## Hommages
La disparition puis la mort d'Homero Gómez González choquent les communautés mexicaine et américaine des défenseurs de l'environnement, ainsi que des membres de la communauté scientifique internationale.
Le président mexicain Andrés Manuel López Obrador décrit comme « très regrettable et douloureuse » la mort d'Homero Gómez González, dont s'émeuvent également des responsables de l'Organisation des Nations unies pour l'éducation, la science et la culture.